# Chlumetia cebeae
Chlumetia cebeae är en fjärilsart som beskrevs av George Francis Hampson 1912. Chlumetia cebeae ingår i släktet Chlumetia och familjen nattflyn. Inga underarter finns listade i Catalogue of Life.